# Rhipidomys mastacalis
Espèce
Rhipidomys mastacalis est une espèce sud-américaine de rongeurs de la famille des Cricetidae.

## Description
Rhipidomys mastacalis mesure entre 125 et 145 mm de la tête à la queue, la longueur de la queue entre 147 et 167 mm, la longueur du pied entre 26 et 30 mm, la longueur des oreilles entre 20 et 22 mm. Les adultes pèsent environ 100 g.
Les parties dorsales varient du brun grisâtre au brun rougeâtre, tandis que les parties ventrales sont de couleur blanche ou crème. Les oreilles sont relativement grandes et brunes. Les pieds sont larges et avec une tache dorsale sombre s'étendant jusqu'à la base des orteils. La queue est plus longue que la tête et le corps, est uniformément brun foncé, parsemée de poils courts et se termine par une petite touffe de poils.
Son caryotype est 2n = 44, FN = 74–80.

## Répartition
Cette espèce est répandue dans la forêt atlantique de l'est du Brésil, dans les états d' Alagoas, Bahia, Ceará, Espírito Santo, Goiás, Minas Gerais, Paraíba, Pernambuco, Rio de Janeiro et Sergipe, à des altitudes allant jusqu'à 1 500 m.
Son habitat naturel est constitué des forêts primaires et secondaires.

## Comportement
Rhipidomys mastacalis est un animal arboricole et nocturne. Il se nourrit de graines.
Les femelles gestantes ont été capturées d'octobre à décembre.